# ドメニコ・トレジーニ

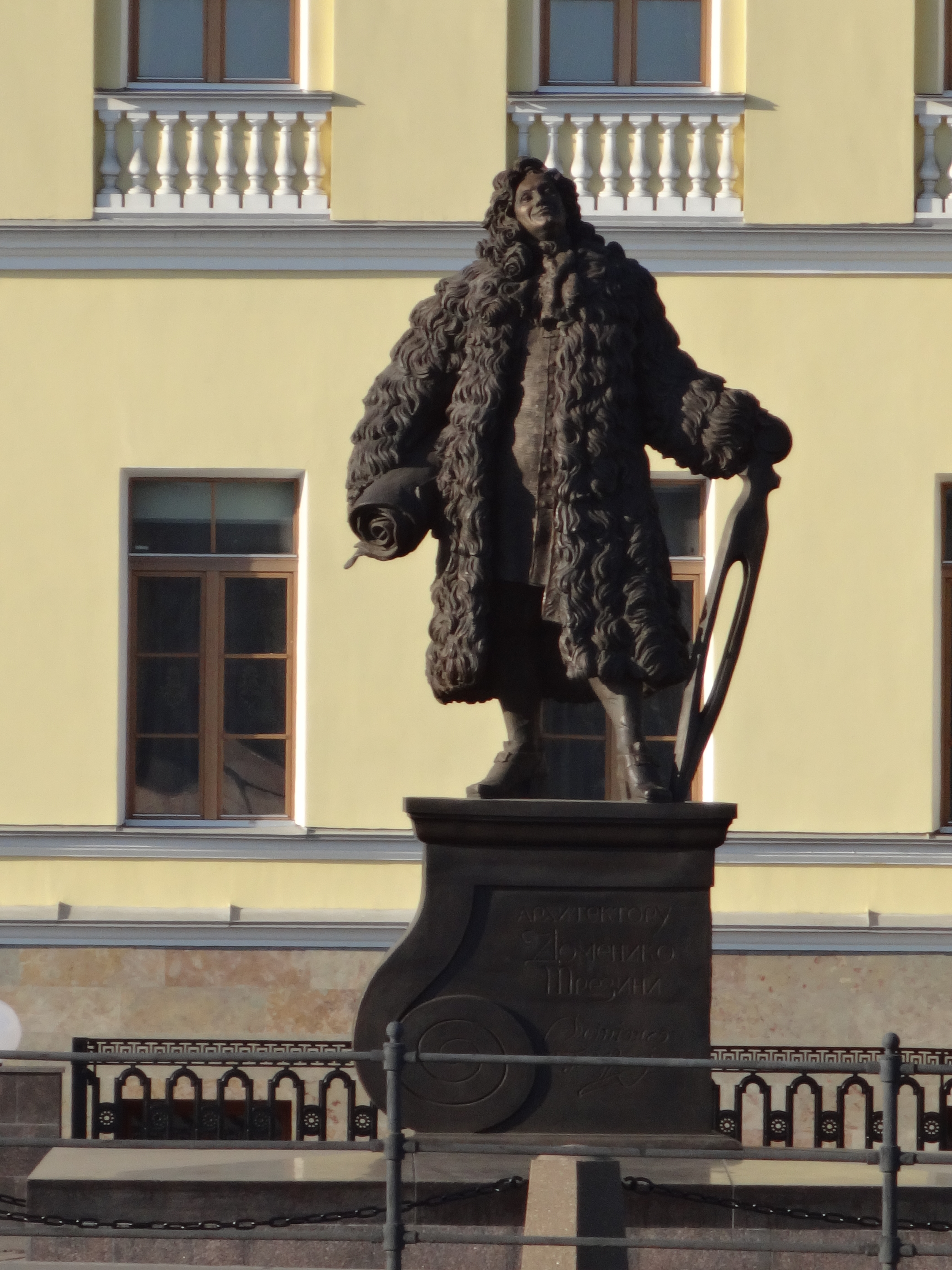
記念碑

ドメニコ・トレジーニ（Domenico Trezzini, 1670年 - 1734年）は、スイスの建築家。都市計画家。
イタリア系スイス人で、ロシアに渡りピョートル1世の側近としてサンクトペテルブルク都市建設事業を統括した人物。

## 代表作
- ペトロパヴロフスク要塞
- ピョードル1世夏の宮殿
- アレクサンドル・ネフスキー修道院内のブラゴヴェーシェンスカヤ教会
- サンクトペテルブルク大学本館（12コレギア）
- 自邸

などがある。